# كريستين ويبر
كريستين ويبر (بالألمانية: Christiane Weber)‏ هي مجدفة ألمانية، ولدت في القرن العشرين.

## وصلات خارجية
- كريستين ويبر على موقع الاتحاد الدولي للتجديف (الإنجليزية)